# Cewi Nir
Cewi Nir (hebr.: צבי ניר, ang.: Zvi Nir, ur. 14 sierpnia 1946 w Rumunii) – izraelski polityk, w 1996 poseł do Knesetu z listy Partii Pracy.
W wyborach parlamentarnych w 1992 nie dostał się do izraelskiego parlamentu. 21 maja 1996 po rezygnacji Ory Namir uzyskał mandat poselski, nie zdążył jednak zasiąść w ławach Knesetu, który został przedterminowo rozwiązany. Nigdy więcej nie zasiadał w Knesecie.